# UDFy-38135539
UDFy-38135539는 허블 울트라 딥 필드 영역에서 발견된 오래된 은하 중 하나로서 UDFj-39546284에 이어 두 번째로 먼 131억 광년 거리의 천체이다. 하지만 분광학적으로 확인된 것으로는 여전히 가장 먼 천체이다.

유럽 남부 천문대(ESO)의 칠레에 있는 초거대망원경(VLT)으로 16시간 연속 관찰해 적색 편이를 측정하는 방법으로 132억 광년의 광행거리를 측정해 네이처지에 발표했다.

131억년은 빅뱅 후 6억년이 지난 상태로서 은하의 나이는 약 1억살로 추정되며 주로 거대 항성의 중심부에서 생성되는 탄소나 금속성분이 거의 없는 푸르고 어린 별들로 가득 차 있을 것으로 생각된다.
또한 이 은하의 형성시기는 최초의 별과 은하의 탄생기인 재이온화 시기와 일치하며 이후 다른 큰 은하들에게 흡수되었으리라 추정된다.

UDFy-38135539 은하의 모습(상상도)

먼 거리 은하와의 거리 측정에 주로 사용되는 적색 편이 수치는 8.55로 이때까지 관측되고 분광학적으로 확인된 천체 중 가장 크다. 이전까지 알려졌던 가장 먼 천체는 2006년에 발견된 128.8억 광년 떨어진 것으로 알려진 IOK-1 은하이다.

## 같이 보기
- GRB 090423